# Ignacio González Martí
Ignacio González Martí (Madrid, 1 de mayo de 1860 - 15 de enero de 1931) fue un farmacéutico y físico español.
Doctor en ciencias y farmacia por la Universidad de Madrid, en la que obtuvo la cátedra de física general. Inspector general y Director de la Escuela Oficial del Cuerpo de Telégrafos. En 1903 fue el primer secretario de la Real Sociedad Española de Física y Química. Elegido académico de la Real Academia de Ciencias Exactas, Físicas y Naturales en 1904, tomó posesión en 1914 con el discurso Algunas consideraciones acerca de la invariabilidad del átomo, como consecuencia de los actuales conocimientos.

## Obras
- Tratado de física general: Mecánica, física molecular, termología (1904)
- Tratado de física general: Electrología, fotología, meterología (1905)